# North Greenville University Men's Volleyball
La North Greenville University Men's Volleyball è la squadra di pallavolo maschile appartenente alla North Greenville University, con sede a Tigerville: milita nella Conference Carolinas della NCAA Division I.

## Storia
La squadra di pallavolo maschile della North Greenville University viene fondata il 6 giugno 2013, insieme alle due formazioni di lacrosse dell'università, mentre il 14 ottobre dello stesso anno viene annunciato l'ingaggio di Fred Battenfield come allenatore del programma. Le attività ufficiali del programma iniziano nel 2015, anno in cui esordiscono nella Conference Carolinas.

## Conference
- Conference Carolinas: 2015-

## Allenatori
- Fred Battenfield: 2015-